# AMX-40
L'AMX-40 era un carro armato da combattimento francese sviluppato per il mercato estero. In pratica un tentativo di sviluppare un mezzo moderno che succedesse agli ormai superati carri medi francesi contemporanei, ovvero gli AMX-30 e la GIAT, dopo il fallimento dell'AMX-32.
Quest'ultimo era un valido progetto per un carro moderno, armato con un cannone da 120 mm, corazza speciale e un peso di appena 40 tonnellate, ma non ebbe successo in quanto, con lo stesso motore dell'AMX-30, venne ritenuto poco agile.
In realtà l'AMX-32, anche se appesantito, era certamente più potente dell'AMX-30 e soprattutto aveva in opzione un motore turbodiesel di potenza adeguata per ritornare al rapporto potenza peso del predecessore.
Anche così comunque, probabilmente per via del costo elevato, l'AMX-32 rimase senza clienti.
Con l'AMX-40, i progettisti si impegnarono anzitutto a dare al carro un adeguato rapporto potenza-peso, capace di raggiungere addirittura un ottimo valore. Quattro prototipi vennero approntati entro il 1986.

## Tecnica
Esso aveva una struttura bassa e compatta, con valori simili a quelli dei carri sovietici coevi. Esso contemplava una configurazione tradizionale, con il posto di pilotaggio anteriore, quello di combattimento al centro, il motore dietro.
Quest'ultimo era la parte più interessante, in quanto era costituito da un SACM Unidiesel da ben 1100 hp, per un valore di ben 25 hp/tonn, ma era disponibile anche un motore da 1300 hp, per un rapporto di oltre 30 Hp/t, valore straordinario per i carri medi. Le sospensioni erano a barra di torsione, con sei ruote per lato.
La corazzatura era di tipo speciale, almeno nella parte anteriore, con la capacità di resistere ad ogive HEAT fino a 100 mm (circa 500 mm?) e munizioni perforanti.
Gonne corazzate (spesso chiamate skirts, in lingua inglese) erano anch'esse presenti, e proteggevano bene i cingoli per evitare gli effetti delle testate anticarro che colpiscono i lati del mezzo.
La potenza di fuoco e l'armamento comprendevano un cannone F1 a canna liscia, lunga circa 50 calibri, da 120 mm. Esso era stabilizzato e dotato di un sistema di controllo del tiro COTAC, con computer e visore termico CASTOR. Il capocarro, oltretutto, aveva un visore panoramico diurno/notturno stabilizzato SFIM, ben visibile sopra la cupola. Erano disponibili 40 colpi, di cui 12 in torretta, per un fuoco con cadenza sino a 10 colpi al minuto. Il cannone F2 da 20 mm aveva una elevazione fino a 40°, per essere rivolto anche contro obiettivi aerei, come un elicottero. Infine era dotato di una mitragliatrice da 7,62 mm e di lanciafumogeni Galiz.

## Epilogo
Nemmeno questo carro ebbe successo. Aveva una linea bassa e aggressiva, dimensioni ridotte (malgrado la presenza di 4 uomini di equipaggio), un'elevata cadenza di tiro e una grande mobilità (600 km di autonomia, 850 con serbatoi ausiliari, 70 km/h di velocità massima, 70 gradi di pendenza superabile ipotizzati con il motore da 1.300 Hp).
I progettisti erano davvero riusciti a concentrare in uno scafo di 40 tonnellate, da carro medio, un volume di fuoco elevato quanto quello dei carri occidentali da 50-60 t, con una protezione solo di poco minore, e una mobilità addirittura migliore (che, assieme alle piccole dimensioni, ne migliorava la capacità di sopravvivenza).
Il suo motore anche senza raggiungere grandi livelli di potenza, era sufficiente per riuscire a competere favorevolmente con i carri occidentali. 1.100-1.300 Hp sono troppo pochi per mezzi come i Challenger 1 o gli Ariete, ma sono sufficienti per la massa dell'AMX. I carri che dovrebbero fargli concorrenza hanno bisogno di 1500 hp, costano di più e sono molto più difficili da schierare o da far passare sui ponti. Quello di cui si avrebbe avuto bisogno era un carro pesante più o meno quanto i mezzi della seconda generazione postbellica (tipo Leopard 1) ma con una protezione, potenza di fuoco ed una mobilità maggiorate grazie alla migliore tecnologia disponibile (il carro era anche dotato di camere termiche).
Nonostante le dimensioni contenute, a bordo dell'AMX-40 erano presenti 4 membri di equipaggio. Non ci fu la necessità di ridurre l'equipaggio a 3 uomini per contenere le dimensioni come accadde per i carri sovietici (molto simili per dimensioni). La maggior parte dei veicoli occidentali non ha invece resistito al fascino della 'protezione sopra tutto' ed è diventata molto pesante.
Probabilmente un Leopard 2 costa il doppio di un AMX-40, ma quest'ultimo si è evidentemente ritrovato a competere contro i carri di vecchia generazione aggiornati, come i Leopard 1A5, dotati di protezione migliorata e apparati di tiro modernizzati (ma ancora motori poco potenti).
Il programma AMX-40 è stato così accantonato, come altri della sua epoca. Tuttavia l'esperienza accumulata nello sviluppo di questo mezzo ha contribuito al rapido sviluppo del nuovo EPC, divenuto poi il MBT "Leclerc".